# 비밀 (2015년 영화)
"비밀"은 2015년에 개봉한 대한민국의 영화이다.

## 캐스팅
- 성동일 : 이상원 역
- 김유정 : 이정현 역
  - 최유리 : 신기정 역 (어린 이정현)
- 손호준 : 남철웅 역
- 서예지 : 강유신 역
- 임형준 : 신지철 역
- 남일우 : 유신 부 역
- 이경진 : 유신 모 역
- 이은정 : 기정엄마 역
- 이승훈 : 김 반장 역
- 서태성 : 조 형사 역
- 윤용준 : 민우 역
- 유연미 : 종희 역
- 김동현 : 목사 역
- 서주영 : 아나운서 역
- 신성일 : 도주남 역
- 진경 : 김 기자 역 (특별출연)